# Mount Farrell (Antarktika)
Mount Farrell ist ein über 2600 m hoher Berg im westantarktischen Ellsworthland. In den Sullivan Heights der Sentinel Range im Ellsworthgebirge ragt er unmittelbar nordwestlich des Dater-Gletschers und rund 21 km östlich des Mount Shear auf.
Der United States Geological Survey kartierte ihn anhand eigener Vermessungen und Luftaufnahmen der United States Navy zwischen 1957 und 1959. Das Advisory Committee on Antarctic Names benannte ihn 1961 nach Leutnant Lawrence J. Farrell (1934–1959) von der US-Navy, der am 4. Januar 1959 beim Absturz einer UB-1 Otter am Marble Point im ostantarktischen Viktorialand ums Leben gekommen war.